# Investigações de um Cão
Investigações de um cão (Alemão: Forschungen eines Hundes) é um conto de Franz Kafka de 1922.
O conto faz uma análise do dia-a-dia de um cão e como este se compara ao de seres humanos. A história é considerada um ensaio psicológico sobre a mente humana.